# Dzsam minaretje
Dzsam minaretje, hivatalos megnevezéssel Dzsam minaretje és régészeti emlékhelyei Afganisztán 2002 óta világörökségi védelmet élvező kulturális helyszíne az ország középső-keleti részén, Heráttól 215 kilométerre keletre, Gúr tartományban, a 2400-3500 méter magas hegyek övezte Herirud folyó szurdokvölgyében, 1900 méteres tengerszint feletti magasságban. Az emlékhely legjelentősebb darabja a 65 méter magas, égetett téglából épült minaret. A nyolcszögletes alaprajzú, körszelvényű épület két faerkéllyel rendelkezik, a tetejét laterna koronázza. A stukkóborítású épületet geometriai minták díszítik, valamint türkizkék mozaikból kirakott kúfi betűjelekkel a Korán Mária-szúrájának ájái (versei) olvashatóak. A delhi Kutab-minaret mögött Földünk második legmagasabb téglaminaretje. Dzsam vidéke mint világörökségi helyszín magában foglal ezenkívül egy korabeli palotaromot (Kászr Zarafsán), egy égetőkemencét, valamint egy zsidó temetőt.

## Történelme

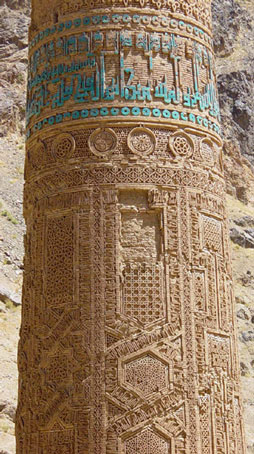
A minaret gazdagon díszített oldala

A tudományos feltételezések szerint a minaret közvetlen környezetében állhatott a 12–13. században a mai Afganisztánt is fennhatóságuk alatt tartó Gúridák nyári fővárosa, Firuzkuh. A minaret oldalán található, nem egészen egyértelmű arab felirat alapján az építés dátuma 1193/1194, de valószínűbben 1174/1175. Mindkét dátumhoz a Gúridák történetének egy-egy dicső pillanata kötődik: 1173-ban Gaznánál mértek vereséget a türkökre, 1192-ben pedig legjelentősebb uralkodójuk, Muizaddín Muhammad Gúrí aratott győzelmet Delhinél a Gaznavidák felett. Ezek alapján a történettudomány azt feltételezi, hogy (valamelyik) győzelem emlékére emelték a minaretet, illetve a mecsetet, ugyanis további felvetések szerint a ma ismert épület a firuzkuhi pénteki mecset imatornya lehetett. A krónikák tanúsága szerint a dzsámit a Heridur áradása döntötte romba, s a helyszínen folytatott régészeti ásatások ezt a hipotézist alátámasztani látszanak: a minaret mellett egy nagy, udvaros épület állt, a falon pedig üledéknyomokat találtak. A Gúridák birodalma Muizaddín 1202-es halála után összeomlott, a területet a Hvárezmi Birodalom hódította meg, s végül 1222-ben a mongolok Firuzkuh városát is földig rombolták.
Csupán a minaret maradt meg épségben, de a külvilág évszázadokra elfeledkezett róla, mígnem az Afganisztán határait kijelölő bizottság egyik munkatársa, Sir Thomas Holdich 1886-ban fel nem fedezte. Az első, André Maricq és Gaston Wiet vezette régészeti ásatások eredményeit 1957-ben ismerte meg a világ. Az 1970-es években a német Herberg végzett ásatásokat a helyszínen. Miután 2002-ben veszélyeztetett kulturális helyszínként felvették a UNESCO világörökségi listájára, 2003-ban megkezdte működését a Minaret of Jam Archaeological Project. Legfőbb céljuk az enyészet, az árvizek és a földrengések következtében meggyengült épület helyreállítása.